# Flækkehøi
Der Flækkehøi war eine megalithische Grabanlage der jungsteinzeitlichen Nordgruppe der Trichterbecherkultur im Kirchspiel Ølsted in der dänischen Kommune Halsnæs. Er wurde im 19. Jahrhundert zerstört.

## Lage
Das Grab lag südlich von Ølsted auf einem Feld. In der näheren Umgebung gibt bzw. gab es mehrere weitere megalithische Grabanlagen.

## Forschungsgeschichte
Im Jahr 1888 führte Vilhelm Boye eine Ausgrabung durch. Das Grab wurde wohl wenig später abgetragen. Bei einer Dokumentation der Fundstelle durch Mitarbeiter des Dänischen Nationalmuseums im Jahr 1942 waren keine baulichen Überreste mehr auszumachen. Thorkild Ramskou führte 1964 eine Nachgrabung durch.

## Beschreibung

### Architektur
Die Anlage besaß eine runde Hügelschüttung unbekannter Größe, die 1888 bereits abgetragen war. Der Hügel enthielt eine Grabkammer, die als Ganggrab anzusprechen ist. Sie war nordnordost-südsüdwestlich orientiert und hatte einen ovalen Grundriss. Sie hatte eine Länge von 3,8 m, eine Breite von 1,9 m und eine Höhe von 1,4 m. Die Kammer bestand aus je vier Wandsteinen an den Langseiten und je einem Abschlussstein an den Schmalseiten sowie aus drei Decksteinen. Zwischen den Wand- und den Decksteinen befanden sich Überliegersteine. In den Lücken zwischen den Wandsteinen wurde eine Mauerkonstruktion festgestellt. Der Kammerboden besaß ein Pflaster aus Steinplatten. Die Kammer war mit Erde verfüllt, die mit Steinen unterschiedlicher Größe und mit Feuerstein-Bruchstücken durchsetzt war.
In der Mitte der ostsüdöstlichen Langseite befand sich der 0,7 m breite Zugang zur Kammer. Ihm war ein nordwest-südöstlich orientierter Gang vorgelagert. Klaus Ebbesen gibt seine Länge mit „>0,5 m“ an (Verschreibung?). Seine Breite betrug zwischen 0,4 m und 0,5 m. Der Gang bestand aus fünf Wandsteinen an der Südwestseite und vier Wandsteinen an der Nordostseite. Im Gang befand sich ein Satz Rahmensteine. Zur Kammer hin waren noch zwei Decksteine erhalten. Am Eingang zur Kammer befand sich ein Schwellenstein. Die Lücken der Wandsteine waren mit Trockenmauerwerk aus Scherben, Rollsteinen und unregelmäßigen Steinplatten verfüllt. Der Boden des Gangs war gepflastert.
Neben dem Ganggrab enthielt der Hügel außerdem zwei kleine Steinkisten sowie bronzezeitliche Nachbestattungen.

### Funde
Im Hügel wurden nicht näher beschriebene Bronze-Gegenstände gefunden. Die Steinkisten enthielten Feuerstein-Dolche. Bei den Ausgrabungen wurden in der Kammer des Ganggrabs Skelettreste und zahlreiche Grabbeigaben gefunden. Hierbei handelte es sich um eine doppelschneidige Streitaxt, 17 Abschläge und Bruchstücke aus Feuerstein, vier Feuerstein-Messer, ein geschliffenes schweres dicknackiges Steinbeil vom Typ Lindø, einen geschliffenen Meißel, zwei Keile(?), einen Dolch, neun Pfeilspitzen, drei Bruchstücke von geschliffenen Feuerstein-Beilen, eine Bernstein-Perle, ein Bruchstück einer weiteren Bernstein-Perle, 16 durchlochte Tierzähne und Scherben von zwei nicht näher bestimmbaren Keramikgefäßen.
Die Funde befinden sich heute im Dänischen Nationalmuseum.